# 미륵산 (전북)

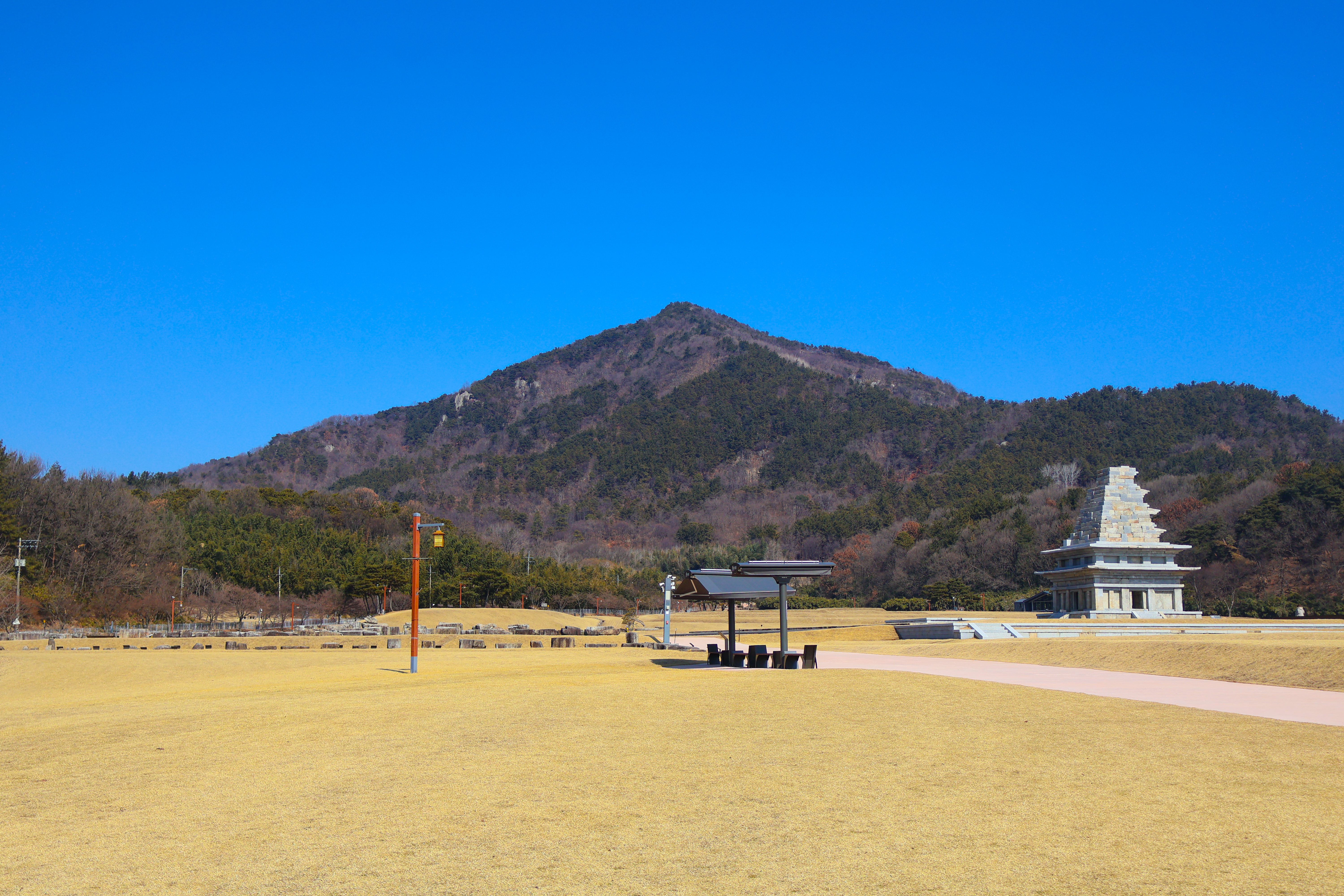
익산 미륵사지에서

미륵산(彌勒山)은 전북특별자치도 익산시 금마면·삼기면·낭산면에 걸쳐 있는 한국의 화강암 산이다. 높이는 430 m 이고, 봉우리는 '우제봉'이라고 하며 문화재로는 미륵산성(전북 기념물 12), 익산 미륵사지(사적 150), 익산 쌍릉, 익산 연동리 석불좌상(보물 45)이 있다. 금남기맥의 산이며 대보 화강암으로 구성된다. 

## 방송 송신 시설
| FM라디오 |              |          |  |      |            |
| 채널     | 방송국명     | 호출부호 |  | 출력 | 가시청권   |
| 91.1MHz  | 전북극동방송 | HLEN-FM  |  | 1㎾  | 전주, 익산 |
| 95.3MHz  | 전주국악방송 | -        |  | 1㎾  | 전주, 익산 |